# Henri de Massue, earl av Galway

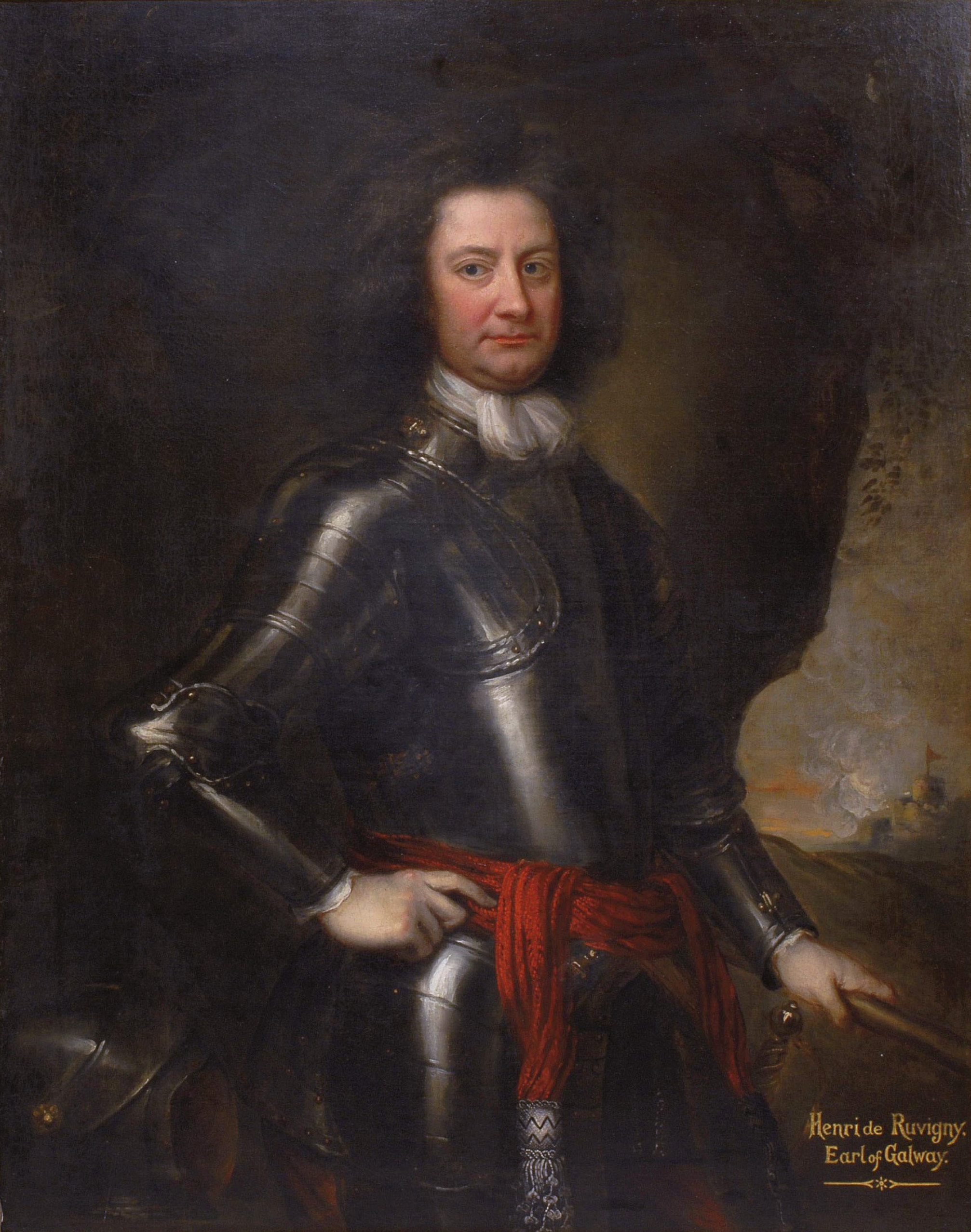
Henri de Massue, markis de Ruvigny, 1:e earl av Galway.

Henri de Massue, marquis de Ruvigny, earl av Galway, född 9 maj 1648, död 3 september 1720, var en fransk-brittisk militär.
Henri de Massue föddes i Frankrike, och utmärkte sig först i fransk krigstjänst. Då han var hugenott, begav han sig 1688 över till Storbritannien, och blev här 1690 generalmajor. Galway deltog därpå i striderna i Irland och Belgien. 1704-10 var han befälhavare för de brittiska trupperna på Pyreneiska halvön. 1706 intog Galway Madrid men blev 1707 besegrad i slaget vid Almanza och svårt sårad. Vid ett par tillfällen var Galway som en av den protestantiska dynastins trognaste anhängare lord justice på Irland.